# Schwaan
Schwaan è una città del Meclemburgo-Pomerania Anteriore, in Germania.
Appartiene al circondario (Kreis) di Rostock ed è parte della comunità amministrativa (Amt) Amt Schwaan.

## Geografia
Schwaan è attraversata dal fiume Warnow e sorge a 24 km di Rostock e a 21 km a nord di Güstrow.

## Storia
Il 1º gennaio 1999 venne aggregato alla città di Schwaan il comune di Bandow.